# Катастрофізація
Катастрофізація (також перебільшення негативу) — це когнітивне упередження, суть якого полягає в тому, що людина передчасно налаштовує себе на якусь жахливу ситуацію. Зазвичай люди навпаки намагаються думати позитивно. Перебільшення важливості тих чи інших подій супроводжується почуттям безпорадності. Поведінка, базована на катастрофізації, описана в казці братів Грімм "Розумна Ельза".
У клінічній психології та когнітивно-поведінковій терапії катастрофізація пов’язана з депресією, тривожними розладами та хронічним болем. Вона належить до дисфункціональних, когнітивних стратегій регулювання емоцій. 
Цей термін був введений американським психологом Альбертом Еллісом у 1962 році, а згодом запозичений Аароном Т. Беком. 

## Приклади
“Вона спізнюється. Дощить. Мабуть, її збила машина і тепер вона лежить десь у канаві".
«Постійні головні болі означають, що я маю пухлину мозку". 
“Якщо він мене покине, то я більше нікого не зустріну і буду все життя сама". 
“Якщо я швидко не відновлюсь після операції, то більше ніколи не буду здоровим і назавжди залишусь інвалідом". 
“Я провалив тест із математики. Школа - це не моє, просто заб'ю на неї". 

## Елліс про катастрофізацію
Елліс помітив, що багато пацієнтів із депресією або тривожним неврозом сприймають складні життєві ситуації ідіосинкратично і вважають їх катастрофічними, тоді як інші пацієнти сприймають це, як неприємний досвід:
“More specific, he should perceive his own tendency to catastrophize about inevitable unfortunate situations – to tell himself: “Oh, my Lord! How terrible this situation is; I positively cannot stand it!” – and should question and challenge this catastrophizing, and change his internalized sentences to: “It's too bad that conditions are this frustrating. But they won't kill me; and I surely can stand living in this unfortunate but hardly catastrophic way””. 
"Він повинен усвідомлювати, що часто перебільшує. Не потрібно казати собі: "О Боже! Таку жахливу ситуацію я точно не витримаю!". Негаразди можна сприймати позитивніше: "Погано, що все відбувається саме так, але це не зламає мене. Я витримаю цю ситуацію, вона неприємна, але не катастрофічна"".
- Albert Ellis: Reason and Emotion in Psychotherapy, S. 71